# Museo Evaristo Valle
La Fundación Museo Evaristo Valle es un museo dedicado a la trayectoria y obra del pintor gijonés Evaristo Valle. Fundada en 1981, su artífice principal fue María Rodríguez del Valle, sobrina del artista. El museo, inaugurado el 5 de marzo de 1983, acoge obras del pintor gijonés, pero también ha organizado exposiciones temporales sobre otros artistas. Ha sido galardonado con la Medalla de Honor de la Real Academia de San Fernando en 1984 y con una Mención de Honor del Consejo de Europa a través de su comité para el «premio del museo europeo del año» en 1985. Fue declarado bien de interés cultural el 24 de julio de 2015.

## Entorno y situación
La Fundación Museo Evaristo Valle se sitúa en Somió, municipio de Gijón. El recinto cuenta con dos edificios, uno construido en 1971 y destinado expresamente a museo, y un antiguo palacio del siglo XIX, remodelado en 1942 y adaptado posteriormente para la exposición.
También se puede pasear por una amplia zona ajardinada, fruto del trabajo, entre otros, del vicecónsul inglés en Gijón William Perlington Mc Alister y del marido de la fundadora, propietario de la finca. Se pueden observar más de ciento veinte especies de árboles y arbustos, muchos de ellos únicos en Europa, además de numerosos elementos ornamentales de comienzos del siglo XX.

## La obra de Evaristo Valle

### Obra pictórica
El museo guarda más de doscientas obras del pintor gijonés, todas ellas realizadas entre 1903 y 1951, fecha de su muerte. De entre sus primeras obras destacan La orgía (1903) o Pierrot (1912). En 1912 fallece su madre, lo que agrava su trastorno previo de agorafobia. Durante varios años, se recluye en su casa de Gijón, dedicándose a la literatura.
Sin embargo, en 1917 su salud se restablece. Viaja por Madrid, Toledo y Aranjuez y recupera su pasión por la pintura. Inicia una nueva etapa; de esta época son algunas de sus obras más conocidas, como la serie de Los palcos, Baile de carnaval, El potrillo en el corral y Elegantes de Gijón, que introducirían en su obra el elemento gijonés y, por extensión, asturiano. Figuran también abundantes Carnavaladas, un tema muy habitual en su pintura y que no abandonaría ya durante toda su vida.
En su última época, la más innovadora, Valle se centra más en el retrato casi psicológico, con retratos estilizados y esquemáticos. De esta etapa podemos encontrar cuadros como El futbolista, Los pescadores o el retrato de George Bernard Shaw.

### Otros fondos
Además de la obra exclusivamente pictórica, el museo cuenta con una amplia colección de dibujos y litografías del pintor asturiano; además, sus trabajos literarios, centrados en novela y teatro, y las numerosas colecciones y efectos personales del pintor. Destacan entre ellos la colección de conchas del padre de Evaristo Valle, iniciada por su padre en torno al año 1850 y continuada y ampliada por el propio pintor.
Por otra parte, la Fundación Museo Evaristo Valle ha ido incorporando a lo largo de los años un importante fondo pictórico formado por las obras de numerosos artistas asturianos. En los jardines se exponen más de una veintena de esculturas, preferentemente de artistas contemporáneos.
Con motivo del 146.º aniversario del pintor se presentó en el museo la obra Mascarada de Cimadevilla. El cuadro muestra la manera en que Evaristo Valle trata el carnaval en la década de los años diez del siglo XX. Un carnaval más burgués, más burocrático del que hizo en los años veinte.
En 2024 se inauguró, en el espacio La Ventana, la escultura ‘Nijinsky VIII’, del artista leonés Amancio González. Forma parte de una serie dedicada al bailarín y coreógrafo ruso Vaslav Nijinsky, en el ballet ‘La siesta del fauno’.